# Macrosolen flammeus
Macrosolen flammeus är en tvåhjärtbladig växtart som beskrevs av Danser. Macrosolen flammeus ingår i släktet Macrosolen och familjen Loranthaceae. Inga underarter finns listade i Catalogue of Life.